# 5845 Davidbrewster
5845 Davidbrewster è un asteroide della fascia principale. Scoperto nel 1988, presenta un'orbita caratterizzata da un semiasse maggiore pari a 3,1181521 au e da un'eccentricità di 0,0276354, inclinata di 8,02845° rispetto all'eclittica.
L'asteroide è dedicato al fisico britannico David Brewster.